# Araneus fictus
Araneus fictus är en spindelart som först beskrevs av William Joseph Rainbow 1896.  Araneus fictus ingår i släktet Araneus och familjen hjulspindlar.
Artens utbredningsområde är Queensland. Inga underarter finns listade i Catalogue of Life.